# Baureihe 112.1
De Baureihe 112 (DR baureihe 212) is een elektrische locomotief bestemd voor het personenvervoer van de Deutsche Reichsbahn (DR) en voor het personenvervoer van de Deutsche Bundesbahn (DB).

## Geschiedenis
Na de val van de Muur werd in 1991 de uitbouw van de transittrajecten naar Berlijn urgenter en werd onder politieke druk de door de DR ontwikkelde locomotieven van de serie 212 uitgerust met conventionele wisselstroomtechniek. Om op korte termijn aan een aantal locomotieven te komen ontwikkelde de Deutsche Reichsbahn (DR) samen met Deutsche Bundesbahn (DB) een verbeterde versie van de serie 212 als locomotieven van de serie 112.1.
De locomotief werd ontwikkeld en gebouwd door VEB Lokomotivbau Elektrotechnische Werke (LEW) "Hans Beimler" in Hennigsdorf.

### 212 025
Deze locomotief werd door Versuchsanstalt (VES-M) Halle gebruikt voor als proeflocomotief voor het rijden met hogere snelheden. Hierdoor was de proeflocomotief van de serie E18 niet meer nodig. In 1992 werd de locomotief vernummerd in 112 025. Later werd deze locomotief bij het bedrijfsonderdeel DB Netze vernummerd in 755 025 voor het testen van de spoorbaan. Inmiddels is de locomotief bij DB Regio als 114 501 geregistreerd.

## Constructie en techniek
De locomotief heeft een stalen frame. Op de draaistellen wordt elke as door een elektrische motor aangedreven.

### Nummers
De locomotieven zijn door de Deutsche Reichsbahn (DR) als volgt genummerd.
- 212 001: prototype locomotief gebouwd als 243 001 door VEB Lokomotivbau Elektrotechnische Werke (LEW) "Hans Beimler" in Hennigsdorf
- 212 002 - 005: prototype voor de DR, in 1992 vernummerd in 112 002 - 005 en op 1 april 2000 vernummerd in 114 002 - 005
- 212 006 - 024: eerste serie voor de DR, in 1992 vernummerd in 112 006 - 024 en op 1 april 2000 vernummerd in 114 006 - 024
- 212 025: eerste serie, proeflocomotief, in 1992 vernummerd in 112 025, overgedragen aan bedrijfsonderdeel DB Netze als 755 025. Nu bij DB Regio als 114 501
- 212 026 - 040: eerste serie voor de DR, in 1992 vernummerd in 112 026 - 040 en op 1 april 2000 vernummerd in 114 026 - 040
- 114 501: ex (DR) 212 025

De locomotieven zijn door de Deutsche Bundesbahn (DB) als volgt genummerd.
- 112 101 - 145: tweede serie, aangeschaft door DR in pool met 112 146 - 190
- 112 146 - 190: derde serie, aangeschaft door DB

De locomotieven van de serie 112.1 waren ingedeeld bij het bedrijfsonderdeel DB Fernverkehr. Sinds 1 januari 2004 zijn deze locomotieven ingedeeld bij het bedrijfsonderdeel DB Regio.

## Treindiensten
De locomotieven worden door de Deutsche Bahn (DB) ingezet in het personenvervoer op diverse trajecten in Duitsland.

## Foto's

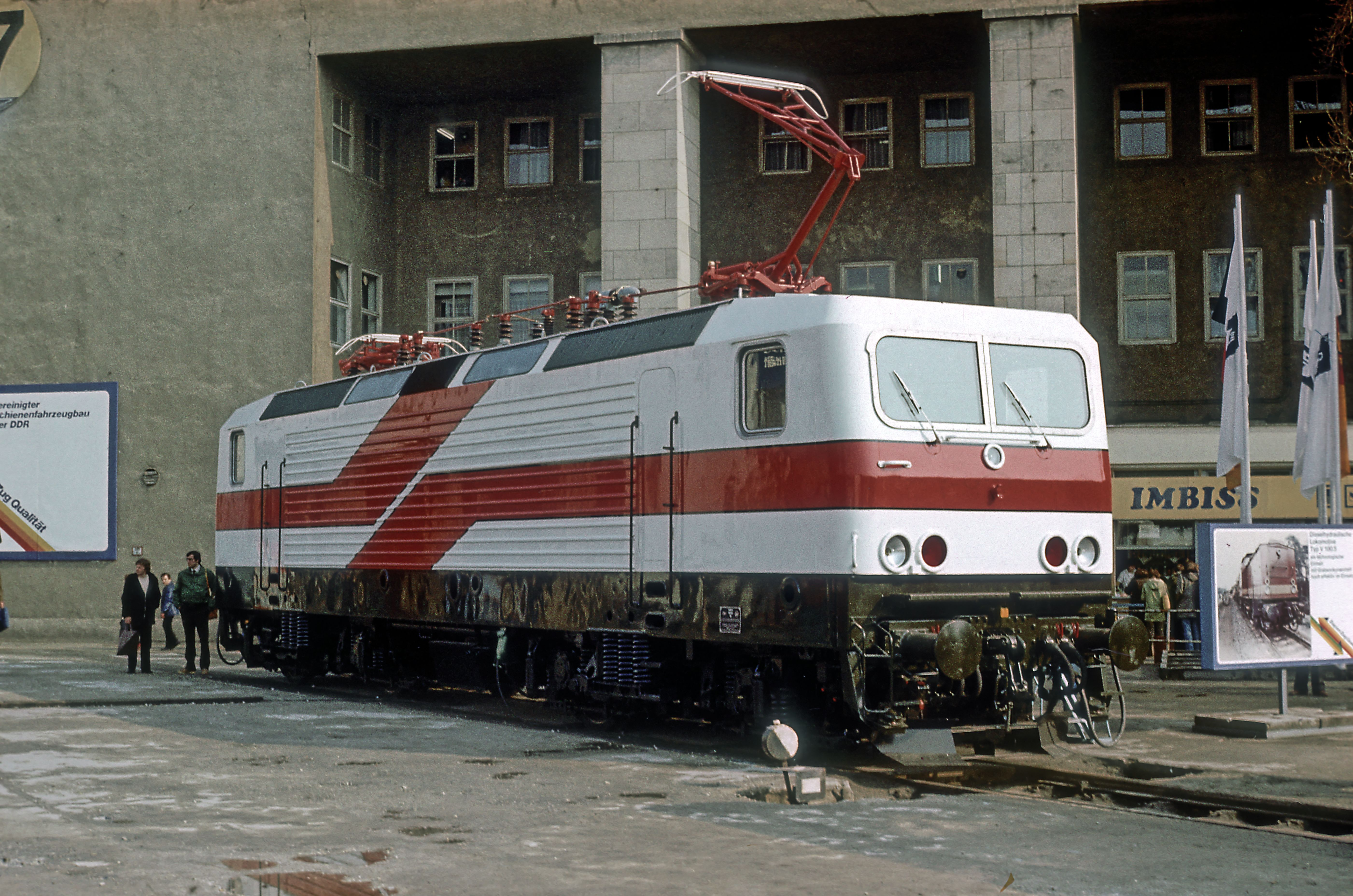
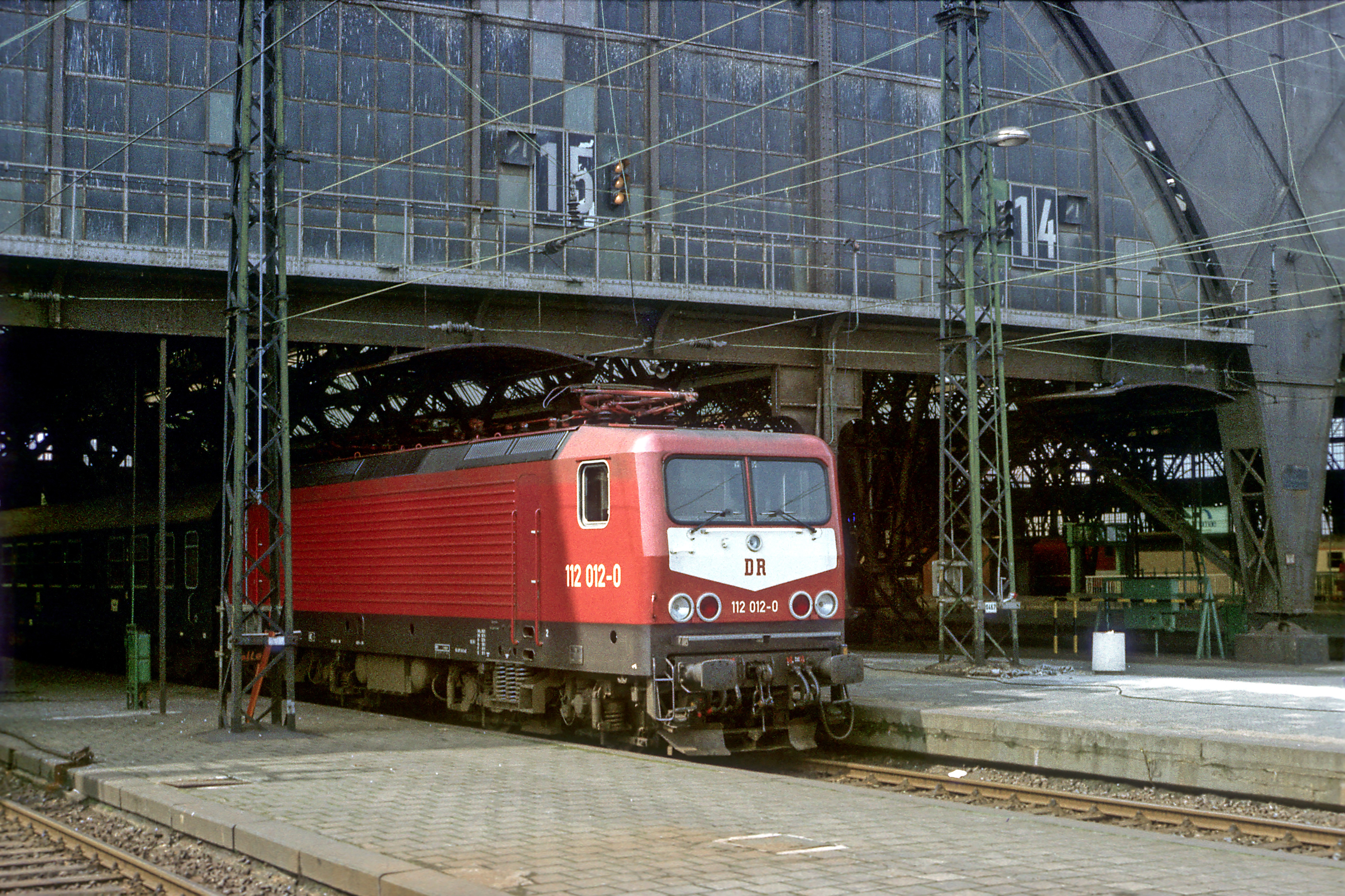

In dit overzicht staan eveneens treinen van de Deutsche Bundesbahn (DB) en van de Deutsche Reichsbahn (DR)